# برنهارد هاس
برنهارد هاس (بالألمانية: Bernhard Haas)‏ هو عازف الأرغن ألماني، ولد في 1964.

## وصلات خارجية
- برنهارد هاس على موقع ميوزك برينز (الإنجليزية)